# خليل آل حداد
الطوباوي خليل الحداد (1 فبراير 1875 - 26 يونيو 1954) كان كاهنًا رومانيًا كاثوليكيًا لبنانيًا وعضوًا بارزًا في ترتيب الرهبان الصغار باعتباره راهبًا كبوشي،  وكان مؤسس أخوات الصليب الفرنسيسكان،  وكان واعظًا ومؤسسًا للعديد من دور الأيتام والمدارس في جميع أنحاء لبنان،  كرمه رؤساء الدول بالعديد من الأوسمة بينما قارنه الجمهور بأمثال سانت فنسنت دي بول وسانت جيوفاني بوسكو.
افتتحت عملية تطويبه في عام 1979 عندما كان يسمى خادم الله وفي 21 ديسمبر 1992 سماه البابا يوحنا بولس الثاني المبجل،  وافق البابا بنديكت السادس عشر على تطويبه بالسعادة المقيمة وقام بتكليف الكاردينال خوسيه سراييفا مارتينز برئاسة الاحتفال في 22 يونيو 2008 في بيروت.

## حياته
ولد خليل الحداد في 1 فبراير 1875 في لبنان كثالث طفل من بين أطفال بطرس صالح الحداد وشمس يواكيم الحداد الثمانية الموارنة،  وتم تعميده في 21 فبراير 1875 في الكنيسة المارونية الواقعة في مدينته وتلقى سر التأكيد في 9 فبراير 1881.
التحق بالمدرسة في غزير من عام 1885 حتى عام 1891 ثم التحف بكلية لا ساجيس في بيروت حيث درس اللغة العربية والفرنسية والسريانية.
في عام 1892 غادر لبنان وعمل مدرسًا للغة العربية في كلية الأخوة المسيحيين بسانت مارك بالإسكندرية في مصر من 1892 إلى 1893 حيث شعر بدعوة قوية للحياة الدينية. عاد إلى منزله في عام 1893 لإبلاغ والده بقراره الدخول بالترتيب الذي عارضه والده ولكنه قبل ذلك في وقت لاحق كإرادة لابنه وإرادة الله، دخل خليل ترتيب الرهبان الصغير كابوتشين في خاشباو في سانت أنتوني في 25 أغسطس 1893 وتلقى اسمه الديني على شرف القديس جيمس أوف مارشيز. أعلن وعوده الدائمة في عام 1898، وعند البدء في تجديد شخصيته قطع عهدًا مع الله: «لقد جئت حيًا وسأخرج ميتًا».

## تطويبه بالسعادة المقيمة
بدأت عملية التطويب في بيروت في عملية إعلامية في 27 سبتمبر 1960 وانتهت من أعمالها في 19 يونيو 1964، بينما قام فريق من اللاهوتيين بجمع كل كتاباته الروحية ووافق عليها باعتبارها أرثوذكسية - وليست متناقضة مع الإيمان - وفي 1 يونيو 1968 في حين أن التقديم الرسمي للقضية منح الراهب الراحل لقب عبد الله.
وعقدت عملية رسولية في بيروت في الفترة من 28 ديسمبر 1979 حتى 1 يناير 1981، في حين صدقت جماعة أسباب القديسين على العمليتين السابقتين في 15 مارس 1985.

## روابط خارجية
- دائرة حجيرة
- القديسين SQPN
- راهبات الفرنسيسكان من الصليب
- المبارك جاك غزير حداد نسخة محفوظة 28 سبتمبر 2017 على موقع واي باك مشين.